# Willi Altig
Willi Altig (Mannheim, 17 gennaio 1935) è un ex ciclista su strada e pistard tedesco.
Professionista dal 1960 al 1967, conta la vittoria di una tappa al Giro d'Italia.

## Carriera
Corse per la Rapha, la Saint Raphaël, la Ruberg, la Margnat e la Molteni. Vinse la tappa finale del Giro d'Italia 1964, sul traguardo di Milano. Con la selezione della Germania Occidentale partecipò a tre edizioni dei campionati del mondo, terminando quella del 1965 al ventitreesimo posto.
Su pista fu terzo ai campionati nazionali del 1963 nell'americana. È fratello di Rudi Altig.

## Palmarès

### Strada
- 1964 (Saint-Raphaël - Gitane - Dunlop, una vittoria)

22ª tappa Giro d'Italia (Biella > Milano)

#### Altri successi
- 1964 (Saint-Raphaël - Gitane - Dunlop)

Criterium di Condé
- 1965 (Margnat - Paloma - Inuri - Dunlop)

Criterium di Trédion

### Pista
- 1957

Campionati tedeschi, Inseguimento a squadre Dilettanti (con Rudi Altig, Hans Mangold e Bernd Rohr)
Campionati tedeschi, Americana Dilettanti (con Rudi Altig)
- 1958

Campionati tedeschi, Inseguimento a squadre Dilettanti (con Karlheinz Karg, Hans Mangold e Heinz Nawratil)
- 1959

Campionati tedeschi, Inseguimento a squadre Dilettanti (con Rudi Altig, Hans Mangold e Dieter Wagner)
Campionati tedeschi, Americana Dilettanti (con Rudi Altig)

## Piazzamenti

### Grandi Giri
- Giro d'Italia

1964: 44º
- Tour de France

1960: ritirato (6ª tappa)
1966: ritirato (15ª tappa)
- Vuelta a España

1965: fuori tempo massimo (10ª tappa)

### Classiche monumento
- Giro delle Fiandre

1961: 30º
1964: 51º
- Parigi-Roubaix

1961: 76º
1966: 50º

### Competizioni mondiali
- Campionati del mondo

Sallanches 1964 - In linea: ritirato
Lasarte-Oria 1965 - In linea: 23º
Nürburgring 1966 - In linea: ritirato

### Competizioni europee
- Campionati europei

Germania 1965 - Americana: 5°